# Governo de Launay
Il Governo de Launay è stato il settimo esecutivo del Regno di Sardegna, guidato da Claudio Gabriele de Launay. 
Esso, nato in seguito alle dimissioni del governo precedente, è rimasto in carica dal 27 marzo al 7 maggio 1849 (sebbene già dimissionario dal precedente 6 maggio), per un totale di 41 giorni, ossia un mese e 10 giorni.

## Compagine di governo

### Appartenenza politica
| Partito | Partito                 | Presidente | Ministri | Totale |
| ------- | ----------------------- | ---------- | -------- | ------ |
|         | Militare                | 1          | 1        | 2      |
|         | Destra storica          | -          | 4        | 4      |
|         | Indipendente (politica) | -          | 4        | 4      |

## Composizione
| Carica                                       | Titolare                                      | Titolare                                                  | Titolare                                                            |
| Presidenza del Consiglio dei ministri        | Presidenza del Consiglio dei ministri         | Presidenza del Consiglio dei ministri                     | Presidenza del Consiglio dei ministri                               |
| -------------------------------------------- | --------------------------------------------- | --------------------------------------------------------- | ------------------------------------------------------------------- |
| Presidente del Consiglio dei ministri        |                                               |                                                           | Claudio Gabriele de Launay (Militare)                               |
| Ministro senza portafoglio                   |                                               |                                                           |                                                                     |
| Ministro senza portafoglio                   |                                               |                                                           | Vincenzo Gioberti (Destra storica)                                  |
| Ministero                                    | Ministri                                      | Ministri                                                  | Ministri                                                            |
| Affari Esteri                                |                                               |                                                           | Claudio Gabriele de Launay (Militare)                               |
| Agricoltura e Commercio                      |                                               |                                                           | Giovanni Filippo Galvagno (Indipendente)                            |
| Lavori Pubblici                              |                                               |                                                           | Giovanni Filippo Galvagno (Indipendente)                            |
| Interno                                      |                                               |                                                           | Pier Dionigi Pinelli (Destra storica)                               |
| Pubblica Istruzione                          | Vincenzo Gioberti (Destra storica) Ad interim | Vincenzo Gioberti (Destra storica) Ad interim             | Vincenzo Gioberti (Destra storica) Ad interim                       |
| Guerra                                       |                                               |                                                           | Giuseppe Dabormida (Destra storica) (fino al 29 marzo 1849)         |
| Guerra                                       |                                               | Enrico Morozzo Della Rocca (Militare) (dal 29 marzo 1849) |                                                                     |
| Finanze                                      |                                               |                                                           | Giovanni Nigra (Indipendente)                                       |
| Affari Ecclesiastici e di Grazia e Giustizia |                                               |                                                           | Cesare Cristiani di Ravarano (Indipendente) (fino al 29 marzo 1849) |
| Affari Ecclesiastici e di Grazia e Giustizia |                                               | Luigi de Margherita (Indipendente) (dal 29 marzo 1849)    |                                                                     |

## Cronologia

### 1849
- 27 marzo - Il governo giura dinnanzi al Re.
- 29 marzo - Venendosi presto a sapere che Gabriele de Launay, un aristocratico savoiardo e un militare di carriera, era di idee notoriamente reazionarie, esplodono la collera e le diffidenze dei democratici, i quali, vista anche la nomina a ministro degl'Interni di Pier Dionigi Pinelli, non meno reazionario del Presidente, temono che il nuovo Re Vittorio Emanuele II di Savoia volesse far revocare lo Statuto Albertino. Il Sovrano, dunque, per placare gli animi, tiene un discorso a camere congiunte in cui riafferma, giurando, la fedeltà allo Statuto. Successivamente annuncia la volontà di volerle sciogliere.[2]
- 30 marzo - È sciolta la Camera dei deputati, sebbene senza l’indizione di una data precisa per le future elezioni.
- 5-11 aprile - A Genova (ed in parte Alessandria), la diffusione di false notizie sulle negoziazioni dell’Armistizio di Vignale porta a forti moti popolari, presto repressi con bombardamenti autorizzati da Alfonso La Marmora.
- 6 maggio - Divenuti insanabili i contrasti con il ministro Pinelli e la Camera per la generale reputazione del governo (ritenuto contrario al regime costituzionale), e tenuto conto anche del fatto che il Re, dopo l'irrigidimento dell'Impero austriaco nelle trattative di pace della Prima guerra d'indipendenza, capì presto che una politica conservatrice che tenesse ai margini i democratici e che sviluppasse un rapporto di buon vicinato con gli Austriaci non era attuabile (ed era dunque necessario avvicinarsi, se non proprio ai democratici, almeno ai “moderati” — i quali pur disposti a molti compromessi, su due cose non transigevano: sullo Statuto Albertino e sul programma nazionale), si mosse a spingere De Launay alle dimissioni, proposte dal Presidente del Consiglio poco dopo.[3]
- 7 maggio - Il Re, su consiglio di Pinelli e dopo un tentativo fallito sul nome di Vincenzo Gioberti, sceglie Massimo d'Azeglio come nuovo Presidente del Consiglio. Il candidato, tuttavia, rispose: «Ne ho voglia come di buttarmi dal terzo piano», e per alcune ore oppose un netto rifiuto, ma poi si rassegnò. Pose però delle condizioni: prima che piemontese, disse, si sentiva italiano e come tale intendeva comportarsi. La sua designazione sollevò consensi quasi unanimi: con lui, lo Statuto Albertino era “salvo” e, anche se rimandata sine die, la lotta per l'indipendenza nazionale restava il grande traguardo della politica piemontese[4]. Con il giuramento del nuovo esecutivo, dunque, termina ufficialmente l’esperienza di governo.